# پیرواش سفلی
پیرواش سفلی، روستایی است از توابع بخش مرکزی شهرستان آق‌قلا در استان گلستان ایران.
روستای پیرواش سفلی از قوم های مختلف همچون بلوچ ها و ترکمن ها و سیستانی ها ترک ها و کرد ها و غیره تشکیل شده.

تا کنون هیچ تفرقه ای بین مردم روستای پیرواش پیش نیامده است و مردم پیرواش به همدلی معروف هستند
جمعیت کنونی پیرواش7250نفر سرشماری شده

## جمعیت
این روستا در دهستان آق‌التین قرار دارد و براساس سرشماری مرکز آمار ایران در سال 1395، جمعیت آن 6500 نفر (1250خانوار) بوده‌است.